# ミュージック・ブレス・ユー!!
『ミュージック・ブレス・ユー!!』は、日本の小説家津村記久子による小説である。
単行本は、2008年6月30日に角川書店より刊行された。イラストは、カンバラクニエによる。同年、第30回野間文芸新人賞を受賞する。文庫本は、2011年6月23日に角川文庫より刊行された。
著者の津村は、「私はひとつの小説を書いて、それを分解して次の小説を書いているところがあるんです。デビュー作である『君は永遠にそいつらより若い』を分解したのが『ミュージック・ブレス・ユー!!』と『八番筋カウンシル』」と述べている。

## あらすじ
高校3年生のオケタニアザミは、大阪に住んでおり、パンク・ロック音楽が好きで、ほとんどいつもヘッドフォンを着用している。アザミは、髪を赤色に染め、フレームが黒色の眼鏡をかけており、上下の歯には、派手な色をしたゴムを用いたブレース（歯列矯正装置）を装着していた。大学受験を控えているが、卒業後の進路も決まっておらず、成績も振るっていない。特に数学を苦手としており、進級テストのための補講に出席したり、成績が優秀な友人、チユキに勉強を教えてもらったりする毎日を送る。

## 主な登場人物
オケタニアザミ
高校3年生。
チユキ
アザミの友人。

## 書評
小説家の松浦理英子は、「青春小説のようでありながら、限られた世界ではなく大きなスケールで社会を見つめており、個別的な男女の交流を通してという今までの定石からはずれ、日常を描くことで、今までの少女像とはまったく違った少女の戦いを、ナチュラルな筆致で端整に描いているところがいい」と評価している。
書評家の石井千湖は、「まずベタベタしていないガールズトークが魅力的だ。友だちの自尊心を傷つけたやつに戦いを挑む侠気もいい」「ヘッドホンをしていないアザミが、頭の中で好きな曲のイントロをなぞり、電車に乗るシーンの鮮やかさがあとをひく」と評価している。